# Stenopterus kraatzi
Stenopterus kraatzi är en skalbaggsart som beskrevs av Maurice Pic 1892. Stenopterus kraatzi ingår i släktet Stenopterus och familjen långhorningar. Inga underarter finns listade i Catalogue of Life.